# Gonystylus glaucescens
Gonystylus glaucescens är en tibastväxtart som beskrevs av Airy Shaw. Gonystylus glaucescens ingår i släktet Gonystylus och familjen tibastväxter. Inga underarter finns listade i Catalogue of Life.